# Wczesne sprawy Poirota
Wczesne sprawy Poirota (ang. Poirot’s Early Cases) – zbiór opowiadań Agaty Christie z lat 1924–1935. Książka została wydana w 1974.

## Bohaterowie
Głównym bohaterem jest Herkules Poirot, znany detektyw.
Ponadto w książce pojawiają się:
- Kapitan Arthur Hastings – przyjaciel Poirota,
- Inspektor Japp ze Scotland Yardu,
- Panna Felicity Lemon – sekretarka Poirota.

## Opowiadania
- Wypadki na Balu Zwycięstwa (ang. The Affair at the Victory Ball)

Podczas balu maskowego w tajemniczych okolicznościach zamordowany zostaje lord Cronshaw. Tej samej nocy w swoim domu, przedawkowawszy kokainę, umiera jego narzeczona, panna Courtenay, która opuściła przyjęcie wcześniej z powodu kłótni z Cronshawem. Inspektor Japp prosi Poirota o pomoc w śledztwie.
- Przygoda kucharki z Clapham (The Adventure of the Clapham Cook)

Do Poirota przychodzi pani Todd i prosi o odnalezienie kucharki, która nagle i bez słowa wyjaśnienia porzuciła u niej posadę. Gdy po kilku dniach klientka rezygnuje z usług detektywa, urażona duma każe Poirotowi odszukać kobietę na własną rękę.
- Zagadka z Kornwalii (The Cornish Mystery)

Głównymi bohaterami są Hercules Poirot i jego przyjaciel Arthur Hastings. U Herculesa Poirot zjawia się niejaka pani Pengelley. Kobieta podejrzewa, że mąż próbuje ją otruć. Detektyw podejmuje się zbadać zasadność jej obaw. Gdy następnego dnia przyjeżdża do pani Pengelley, okazuje się, że ta nie żyje.
- Przygoda Johnniego Waverly (The Adventure of Johnnie Waverly)

Mimo ostrzeżeń i przedsięwzięcia środków ostrożności z posiadłości państwa Waverlych zostaje uprowadzony ich trzyletni syn Johnnie. Rodzice proszą detektywa o pomoc w uwolnieniu dziecka z rąk porywaczy żądających 50 tysięcy funtów okupu.
- Podwójny dowód (The Double Clue)

Podczas przyjęcia
u pana Hardmana z jego sejfu znikają drogocenne kamienie, którymi tego samego popołudnia chwalił się gościom. Na miejscu przestępstwa Poirot znajduje męską rękawiczkę, którą posłużono się przy kradzieży, oraz papierośnicę z inicjałami wskazującymi na Bernarda Parkera, pośrednika w handlu klejnotami rodowymi.
- Król Trefl (The King of Clubs)

Głównymi bohaterami są Hercules Poirot i jego przyjaciel, Arthur Hastings. Hercules Poirot dowiaduje się o śmierci niejakiego Henry’ego Reedburna; mężczyznę zamordowano. Jedynym świadkiem zbrodni jest młoda aktorka. Poirot i Hastings postanawiają rozwiązać zagadkę.
- Dziedzictwo Lemesurierów (The Lemesurier Inheritance)

Nad rodem Lemesurierów od wieków ciąży klątwa – rodzinny majątek nie trafi do żadnego z pierworodnych synów, naturalnych dziedziców fortuny. Pewnego dnia do Poirota po poradę zgłasza się pani Lemesurier, która nie wierzy w zabobony i której starszy syn, następny w kolejności spadkobierca, w ostatnim czasie za często ulega wypadkom, za każdym razem ocierając się o śmierć.
- Zaginiona kopalnia (The Lost Mine)

Hercules Poirot, siedząc przed kominkiem ze swym przyjacielem Arthurem Hastingsem, wspomina jedną ze swych spraw. Został wtedy zamordowany Wu Ling, człowiek posiadający mapę ostatniej, zaginionej kopalni srebra w Chinach. Śledztwo w tej sprawie zlecił detektywowi lord Pearson, zamożny bankier, który chciał odkupić od pana Wu Linga mapę kopalni. Poirot przedstawia przyjacielowi przebieg śledztwa i rozwiązanie zagadki.
- Ekspres do Plymouth (The Plymouth Express)

W ekspresie do Plymouth znalezione zostaje ciało zasztyletowanej młodej kobiety. Okazuje się, że jest to córka jednego ze znajomych Poirota, potentata stalowego pana Ebenezera Hallidaya, który prosi detektywa o odnalezienie mordercy.
- Bombonierka (The Chocolate Box)

Poirot opowiada Hastingsowi o swojej jedynej detektywistycznej klęsce – sprawie tajemniczej śmierci francuskiego posła, pana Deroularda.
- Projekt okrętu podwodnego (The Submarine Plans)

Z usług Poirota korzysta minister obrony, lord Alloway, z którego posiadłości skradziono plany okrętu podwodnego.
- Mieszkanie na trzecim piętrze (The Third Floor Flat)

Grupa młodych ludzi odkrywa w jednym z mieszkań zwłoki kobiety. Miejsce zbrodni znajduje się w tym samym domu, co apartament słynnego detektywa, Herculesa Poirota.
- Podwójna wina (Double Sin)

Podczas podróży do Charlock Bay Poirot i Hastings poznają pannę Mary Durrant, która wiezie ze sobą kosztowne miniatury portretowe dla jednego z klientów antykwariatu jej ciotki. Po przybyciu na miejsce okazuje się, że przedmioty zostały z jej bagażu skradzione.
- Tajemnica Market Basing (The Market Basing Mystery)

W miasteczku Market Basing życie odbiera sobie Walter Protheroe. Wezwany na miejsce zdarzenia doktor Giles nie wierzy w samobójstwo i swoimi spostrzeżeniami dzieli się z inspektorem Jappem, który w towarzystwie Poirota i Hastingsa spędza weekend w okolicy.
- Gniazdo os (Wasps’ Nest)

Poirot odwiedza znajomego, Johna Harrisona, i daje mu do zrozumienia, że Claude Langton, którego Harrison poprosił o usunięcie z ogrodu gniazda os, dybie na jego życie. Powodem ma być zazdrość – była narzeczona Langtona, panna Molly Deane, porzuciła go dla Harrisona.
- Dama z woalką (The Veiled Lady)

Do Poirota zgłasza się lady Millicent Castle Vaughan i prosi o pomoc w sprawie szantażu – niejaki pan Lavington posiada kompromitujący ją list i jest gotów go ujawnić, jeśli nie otrzyma 20 tysięcy funtów.
- Na pełnym morzu (Problem at Sea)

Podczas rejsu do Egiptu zamordowana zostaje wzbudzająca niechęć wśród niektórych pasażerów pani Clapperton. Tym samym statkiem podróżuje Poirot.
- Jak rosną kwiaty w pani ogródku? lub Co masz w swoim ogródeczku? (ang. How Does Your Garden Grow?)

Hercules Poirot na wystawie kwiatów poznaje Amelię Barrowby, wielbicielkę ostryg. Starsza pani zwierza mu się, że ktoś chce ją zabić. Już nazajutrz Poirot dowiaduje się o jej tajemniczej śmierci. Postanawia zbadać sprawę. Pomaga mu w tym jego sekretarka, panna Felicity Lemon.